# Harpagoxenus zaisanicus
Harpagoxenus zaisanicus là một loài kiến thuộc họ Formicidae. Đây là loài đặc hữu của Mông Cổ.